# Gerlach von Georgenberg
Gerlach von Georgenberg, łac. comes Gerlacus de Monte Sancti Georgii (1318) – zasadźca, w niektórych źródłach również jako komes, Niemiec mający zasługi w zasiedlaniu północnej części Spisza. Jego imieniem Gerlach nazwany jest najwyższy szczyt Tatr i całych Karpat.
Nie wiadomo, skąd dokładnie pochodził. Gerlach było w tym czasie częstym imieniem wśród niemieckich przybyszów w Polsce, na Węgrzech i Słowacji. Z dokumentów biskupstwa ostrzyhomskiego oraz jasowskiego klasztoru wynika, że był m.in. fundatorem klasztoru Panny Marii na Spiszu oraz lokatorem Gerlahfalva i Spieskiej Soboty (1326, 1342).
Miał synów Cristiano, Nicolao at, Gerlaco, Petro et Stephano, również założycieli wielu wsi na Spiszu.
Gerlach jest protoplastą węgierskiej szlachty Máriássych.